# Kristian Opseth
Kristian Fardal Opseth (Kaupanger, 6 gennaio 1990) è un calciatore norvegese, attaccante dello Stabæk.

## Biografia
È il figlio di Lasse Opseth, anch'egli calciatore norvegese.

## Carriera
Opseth è cresciuto nelle giovanili del Kaupanger, per cui ha esordito anche in prima squadra. Nel 2012 è stato ingaggiato dal Førde, in 3. divisjon: ha debuttato con questa casacca il 14 aprile, in occasione del 3-1 inflitto all'Øystese. Ha contribuito alla promozione in 2. divisjon della squadra, arrivata al termine di quella stessa stagione.
Nel 2014 è stato ingaggiato dal Sogndal, per cui ha esordito in Eliteserien in data 30 marzo: ha sostituito Tim André Nilsen nella sconfitta per 3-0 arrivata sul campo dello Stabæk. Al termine di quella stessa annata, il Sogndal è retrocesso in 1. divisjon. Il 19 aprile 2015 ha quindi trovato la prima rete in squadra, nel 2-1 inflitto all'Hønefoss. Ha contribuito a far raggiungere la promozione in Eliteserien al Sogndal.
Il 5 gennaio 2017 è stato reso noto il passaggio di Opseth al Bodø/Glimt, con la formula del prestito. Il 4 aprile ha debuttato con questa maglia in 1. divisjon, realizzando anche una doppietta nel 3-2 inflitto al Kongsvinger. Il 19 giugno 2017, il Bodø/Glimt ha riscattato Opseth a titolo definitivo, con il giocatore che ha firmato un contratto con il club fino al 31 dicembre 2019. Al termine della stagione, il Bodø/Glimt ha conquistato la promozione in Eliteserien; in virtù delle sue prestazioni, Opseth si è aggiudicato il premio come miglior calciatore del campionato.
L'11 marzo 2018 ha trovato il primo gol nella massima divisione norvegese, nel successo per 3-1 arrivato contro il Lillestrøm.
Il 23 gennaio 2019, il Bodø/Glimt ha reso noto d'aver trovato un accordo per la cessione di Opseth ai turchi dell'Erzurum BB. Il 25 gennaio ha pertanto debuttato in Süper Lig, quando ha sostituito Rashad Muhammed nel pareggio per 1-1 arrivato sul campo del Beşiktaş. Il 24 febbraio ha trovato il primo gol, nella sconfitta per 2-1 arrivata sul campo dell'Ankaragücü.
Il 30 luglio 2019 è stato tesserato dagli australiani dell'Adelaide United: il giocatore ha scelto di vestire la maglia numero 11. Il 10 ottobre ha giocato la prima partita in A-League, sostituendo Alhassan Toure nella sconfitta casalinga per 2-3 subita contro il Sydney FC. Il 15 novembre è arrivata la prima rete, nella vittoria per 1-3 in casa dei Central Coast Mariners.
Il 20 ottobre 2020 è stato ingaggiato dal Bengaluru in vista dell'imminente edizione dell'Indian Super League.
Il 2 marzo 2021 ha ufficialmente fatto ritorno in Norvegia, firmando un contratto biennale con il Sarpsborg 08. L'8 dicembre 2022 ha prolungato l'accordo che lo legava al club per un'ulteriore stagione.
Il 7 marzo 2024 ha firmato un contratto biennale con lo Stabæk.

## Statistiche

### Presenze e reti nei club
Statistiche aggiornate al 9 marzo 2024.
| Stagione            | Squadra             | Campionato          | Campionato | Campionato | Coppe nazionali | Coppe nazionali | Coppe nazionali | Coppe continentali | Coppe continentali | Coppe continentali | Altre coppe | Altre coppe | Altre coppe | Totale | Totale | Totale |
| Stagione            | Squadra             | Comp                | Pres       | Reti       | Comp            | Pres            | Reti            | Comp               | Pres               | Reti               | Comp        | Pres        | Reti        | Pres   | Reti   |        |
| ------------------- | ------------------- | ------------------- | ---------- | ---------- | --------------- | --------------- | --------------- | ------------------ | ------------------ | ------------------ | ----------- | ----------- | ----------- | ------ | ------ | ------ |
| 2008                | Kaupanger           | 3D                  | ?          | ?          | CN              | ?               | ?               | -                  | -                  | -                  | -           | -           | -           | ?      | ?      |        |
| 2009                | Kaupanger           | 3D                  | ?          | ?          | CN              | ?               | ?               | -                  | -                  | -                  | -           | -           | -           | ?      | ?      |        |
| 2010                | Kaupanger           | 4D                  | ?          | ?          | CN              | ?               | ?               | -                  | -                  | -                  | -           | -           | -           | ?      | ?      |        |
| 2011                | Kaupanger           | 4D                  | ?          | ?          | CN              | ?               | ?               | -                  | -                  | -                  | -           | -           | -           | ?      | ?      |        |
| Totale Kaupanger    | Totale Kaupanger    | Totale Kaupanger    | ?          | ?          |                 | ?               | ?               |                    | -                  | -                  |             | -           | -           | ?      | ?      |        |
| 2012                | Førde               | 3D                  | 24         | 26         | CN              | 0               | 0               | -                  | -                  | -                  | -           | -           | -           | 24     | 26     |        |
| 2013                | Førde               | 2D                  | 18         | 10         | CN              | 0               | 0               | -                  | -                  | -                  | -           | -           | -           | 18     | 10     |        |
| Totale Førde        | Totale Førde        | Totale Førde        | 42         | 36         |                 | 0               | 0               |                    | -                  | -                  |             | -           | -           | 42     | 36     |        |
| 2014                | Sogndal             | ES                  | 10         | 0          | CN              | 3               | 0               | -                  | -                  | -                  | -           | -           | -           | 13     | 0      |        |
| 2015                | Sogndal             | 1D                  | 26         | 16         | CN              | 2               | 1               | -                  | -                  | -                  | -           | -           | -           | 28     | 17     |        |
| 2016                | Sogndal             | ES                  | 18         | 2          | CN              | 3               | 1               | -                  | -                  | -                  | -           | -           | -           | 21     | 3      |        |
| Totale Sogndal      | Totale Sogndal      | Totale Sogndal      | 54         | 18         |                 | 8               | 2               |                    | -                  | -                  |             | -           | -           | 62     | 20     |        |
| 2017                | Bodø/Glimt          | 1D                  | 30         | 28         | CN              | 2               | 2               | -                  | -                  | -                  | -           | -           | -           | 32     | 30     |        |
| 2018                | Bodø/Glimt          | ES                  | 30         | 10         | CN              | 4               | 2               | -                  | -                  | -                  | -           | -           | -           | 34     | 12     |        |
| Totale Bodø/Glimt   | Totale Bodø/Glimt   | Totale Bodø/Glimt   | 60         | 38         |                 | 6               | 4               |                    | -                  | -                  |             | -           | -           | 66     | 42     |        |
| gen.-lug. 2019      | Erzurum BB          | SL                  | 12         | 1          | CT              | -               | -               | -                  | -                  | -                  | -           | -           | -           | 12     | 1      |        |
| 2019-2020           | Adelaide Utd        | AL                  | 21         | 6          | FFACup          | 3               | 0               | -                  | -                  | -                  | -           | -           | -           | 24     | 6      |        |
| 2020-2021           | Bengaluru           | ISL                 | 15         | 1          | -               | -               | -               | -                  | -                  | -                  | -           | -           | -           | 15     | 1      |        |
| 2021                | Sarpsborg 08        | ES                  | 16         | 5          | CN              | 5               | 4               | -                  | -                  | -                  | -           | -           | -           | 21     | 9      |        |
| 2022                | Sarpsborg 08        | ES                  | 12         | 2          | CN              | 2               | 1               | -                  | -                  | -                  | -           | -           | -           | 14     | 3      |        |
| 2023                | Sarpsborg 08        | ES                  | 27         | 8          | CN              | 5               | 6               | -                  | -                  | -                  | -           | -           | -           | 32     | 14     |        |
| Totale Sarpsborg 08 | Totale Sarpsborg 08 | Totale Sarpsborg 08 | 55         | 15         |                 | 12              | 11              |                    | -                  | -                  |             | -           | -           | 67     | 26     |        |
| 2024                | Stabæk              | 1D                  | 0          | 0          | CN              | 0               | 0               | -                  | -                  | -                  | -           | -           | -           | 0      | 0      |        |
| Totale carriera     | Totale carriera     | Totale carriera     | 259+       | 109+       |                 | 29+             | 17+             |                    | -                  | -                  |             | -           | -           | 288+   | 141+   |        |

## Palmarès

### Club

#### Competizioni nazionali
- 1. divisjon: 2

Sogndal: 2015
Bodø/Glimt: 2017

### Individuale
- Capocannoniere della 1. divisjon: 1

2017 (28 reti)